# Juravenkî, Rohatîn
Juravenkî (în ucraineană Журавеньки) este un sat în comuna Kozari din raionul Rohatîn, regiunea Ivano-Frankivsk, Ucraina.

## Demografie
Componența lingvistică a localității Juravenkî
     Ucraineană (100%)
Conform recensământului din 2001, toată populația localității Juravenkî era vorbitoare de ucraineană (100%).